# Tokyo Vice
Tokyo Vice es una serie de televisión web de drama criminal estadounidense creada por J. T. Rogers y basada en el libro homónimo de Jake Adelstein publicado en 2009. Se estrenó el 7 de abril de 2022 en HBO Max. Está protagonizada por Ansel Elgort y Ken Watanabe. En junio de 2022, la serie fue renovada por una segunda temporada, que se estrenó el 8 de febrero de 2024.

## Reparto

### Principales
- Ansel Elgort como Jake Adelstein, un periodista estadounidense de Misuri que se instala en Tokio. Cuanto más tiempo se queda, más se adentra en la corrupción del sórdido inframundo de Tokio, donde nadie es como parece.
- Ken Watanabe como Hiroto Katagiri, un detective de la unidad contra el crimen organizado. Es una figura paterna para Adelstein al que guía a través de la delgada y a menudo precaria línea que separa la ley y el crimen organizado.
- Rachel Keller como Samantha Porter, una expatriada estadounidense instalada en Tokio que se gana la vida como azafata en el distrito de Kabukicho. Ella guía a muchos individuos tanto de clase trabajadora como clientes de gama alta y yakuza.
- Hideaki Itō como Jin Miyamoto (temporada 1; invitado season 2)
- Show Kasamatsu como Akiro Sato
- Ella Rumpf como Polina (temporada 1; invitada season 2), una expatriada de Europa del Este, y una nueva azafata en el club con Samantha. Ella vino a Tokio para trabajar como modelo, y fue arrastrada a las entrañas de Kabukicho.
- Rinko Kikuchi como Emi Maruyama, supervisor de Adelstein. Maruyama es compuesta de varios colegas y supervisores que trabajaron en la vida real de Adelstein durante su carrera.
- Tomohisa Yamashita como Akira (temporada 1)
- Miki Maya como Shoko Nagata (temporada 2)
- Yōsuke Kubozuka como Naoki Hayama (temporada 2)

### Recurrentes
- Shun Sugata como Hitoshi Ishida
- Takaki Uda como «Trendy» Kurihira
- Kosuke Tanaka como «Tintin» Shinohara
- Masato Hagiwara como Duke (temporada 1)
- Kōsuke Toyohara como Baku
- Masayoshi Haneda como Yoshihiro Kume (temporada 1)
- Eugene Nomura como Kobayashi
- Kazuya Tanabe como Yabuki
- Nobushige Suematsu como Gen
- Koshi Uehara como Taro
- Noémie Nakai como Luna (temporada 1)
- Masaki Miura como Funaki
- Rosaria Mokkhavesa como Malee (temporada 1)
- Ayumi Tanida como Shinzo Tozawa (temporada 1)
- Yuka Itaya como Junko Katagiri
- Chisato Yamasaki como Natsumi Katagiri
- Kaho Yamasaki como Shino Katagiri
- Motoki Kobayashi como Ukai Haruki (temporada 1)
- Jundai Yamada como Matsuo (temporada 1)
- Ayumi Ito como Misaki Taniguchi
- Takayuki Suzuki como Masahito Ohno (temporada 2)
- Hyunri Lee como Erika (temporada 2)
- Soji Arai como Shingo (temporada 2)
- Nadia Parkes como Claudine (temporada 2)

## Episodios
| Temporada | Temporada | Episodios | Episodios | Lanzamiento original | Lanzamiento original |
| Temporada | Temporada | Episodios | Episodios | Primera emisión      | Última emisión       |
| --------- | --------- | --------- | --------- | -------------------- | -------------------- |
|           | 1         | 8         | 8         | 7 de abril de 2022   | 28 de abril de 2022  |
|           | 2         | 10        | 10        | 8 de febrero de 2024 | 4 de abril de 2024   |

### Primera temporada (2022)
| N.º en serie | N.º en temp. | Título                     | Dirigido por         | Escrito por         | Fecha de lanzamiento original |
| ------------ | ------------ | -------------------------- | -------------------- | ------------------- | ----------------------------- |
| 1            | 1            | «The Test»                 | Michael Mann         | J. T. Rogers        | 7 de abril de 2022            |
| 2            | 2            | «Kishi Kaisei»             | Josef Kubota Wladyka | Karl Taro Greenfeld | 7 de abril de 2022            |
| 3            | 3            | «Read The Air»             | Josef Kubota Wladyka | Arthur Phillips     | 7 de abril de 2022            |
| 4            | 4            | «I Want It That Way»       | Hikari               | Naomi Iizuka        | 14 de abril de 2022           |
| 5            | 5            | «Everybody Pays»           | Hikari               | Adam Stein          | 14 de abril de 2022           |
| 6            | 6            | «The Information Business» | Josef Kubota Wladyka | Jessica Brickman    | 21 de abril de 2022           |
| 7            | 7            | «Sometimes They Disappear» | Josef Kubota Wladyka | Brad Caleb Kane     | 21 de abril de 2022           |
| 8            | 8            | «Yoshino»                  | Alan Poul            | J. T. Rogers        | 28 de abril de 2022           |

### Segunda temporada (2024)
| N.º en serie | N.º en temp. | Título                    | Dirigido por         | Escrito por                       | Fecha de lanzamiento original |
| ------------ | ------------ | ------------------------- | -------------------- | --------------------------------- | ----------------------------- |
| 9            | 1            | «Don't Ever F**king Miss» | Alan Poul            | J. T. Rogers y Brad Caleb Kane    | 8 de febrero de 2024          |
| 10           | 2            | «Be My Number One»        | Alan Poul            | Karl Taro Greenfeld               | 8 de febrero de 2024          |
| 11           | 3            | «Old Law, New Twist»      | Josef Kubota Wladyka | Francine Volpe                    | 15 de febrero de 2024         |
| 12           | 4            | «Like a New Man»          | Josef Kubota Wladyka | Ashley M. Darnall                 | 22 de febrero de 2024         |
| 13           | 5            | «Illness of the Trade»    | Takeshi Fukunaga     | Adam Stein                        | 29 de febrero de 2024         |
| 14           | 6            | «I Choose You»            | Takeshi Fukunaga     | Annie Julia Wyman y Joshua Kaplan | 7 de marzo de 2024            |
| 15           | 7            | «The War at Home»         | Eva Sørhaug          | Brad Caleb Kane                   | 14 de marzo de 2024           |
| 16           | 8            | «The Noble Path»          | Eva Sørhaug          | Arthur Phillips                   | 21 de marzo de 2024           |
| 17           | 9            | «Consequences»            | Josef Kubota Wladyka | Jen Silverman                     | 28 de marzo de 2024           |
| 18           | 10           | «Endgame»                 | Josef Kubota Wladyka | J. T. Rogers                      | 4 de abril de 2024            |

## Producción
Tokyo Vice fue inicialmente concebida como una película en 2013, con Daniel Radcliffe como protagonista en el papel de Adelstein. Anthony Mandler se encargó de la dirección y el desarrollo avanzó lo suficiente como para que la producción comenzara a mediados de 2014. En junio de 2019, el proyecto fue reorientado como serie de televisión, recibiendo un pedido de ocho episodios de WarnerMedia para ser transmitido en su servicio de streaming HBO Max. Ansel Elgort sería el productor ejecutivo de la serie, con J. T. Rogers como guionista y Destin Daniel Cretton como director. En octubre de 2019, Michael Mann fue contratado para dirigir el episodio piloto y también como productor ejecutivo de la serie. La serie se estrenó el 7 de abril de 2022, con los tres primeros episodios disponibles inmediatamente, seguidos de dos episodios semanales hasta el final de temporada, el 28 de abril de 2022. El 7 de junio de 2022, HBO Max renovó la serie por una segunda temporada. La segunda temporada se estrenó el 8 de febrero de 2024.

## Recepción
El sitio web del agregador de reseñas Rotten Tomatoes informó un índice de aprobación del 86% con una calificación promedio de 7,6/10, según cincuenta reseñas de críticos. El consenso de los críticos del sitio web dice: «El protagonista de Tokyo Vice es su elemento menos interesante, pero la intriga del inframundo de Japón y la verosimilitud de su entorno crean una seductora porción de neo-noir». Metacritic, que utiliza un promedio ponderado, asignó una puntuación de 75 sobre 100 basada en veintisiete críticos, lo que indica «críticas generalmente favorables».